# Descarrilamento de trem de Pamukova
O descarrilamento de trem de Pamukova foi um acidente ferroviário fatal ocorrido em 2004 no distrito de Pamukova, na província de Sacaria, no noroeste da Turquia, quando descarrilou um trem de alta velocidade, no qual 41 passageiros foram mortos e 80 ficaram feridos.

## Acidente
No início dos anos 2000, foi iniciado um projeto para a construção de linhas ferroviárias de alta velocidade na Turquia, inicialmente entre as cidades mais populosas de Istambul e Ancara. Às 19:45 EEST de 22 de julho de 2004, um trem de alta velocidade chamado "Yakup Kadri Karaosmanoğlu" rumo a Ancara saindo de Haydarpaşa, Istambul descarrilou perto da vila de Pamukova, Sakarya, em Mekece, durante uma das primeiras viagens a 182 km (113 milhas) de Istambul na metade do caminho. Dos 234 passageiros e nove tripulantes a bordo, 41 foram mortos e 80 ficaram feridos.
A investigação do acidente revelou que o trem entrou na curva com um raio de 345 m (1.132 pés) além da estação ferroviária de Mekece, com uma velocidade de 132 km / h (82 mph), onde 80 km / h (50 mph) eram permitidos apenas . O excesso de velocidade fez a roda esquerda do segundo carro de passageiro sair da pista.O equilíbrio do trem deteriorou-se rapidamente e os dois carros seguintes, acoplados ao carro descarrilado, flutuaram de lado. Quatro carros foram derrubados enquanto dois carros foram fortemente danificados, que colidiram um com o outro.

## Consequência
Uma análise realizada pelo software de simulação ferroviária Adams / Rail mostrou que um trem a 132 km / h descarrilava na curva, enquanto outro com velocidade de 130 km / h (81 mph) podia passar pelo local sem qualquer problema.
Não havia sinais de alerta ou sinais disponíveis no local do acidente. A comissão de investigação informou que a duração total da viagem definida para 5 horas e 15 minutos era muito curta para a rota. A duração total sugerida da viagem deve ser de 6 horas. Finalmente, a infraestrutura ferroviária inadequada foi um dos fatores que influenciaram o acidente. Na época da abertura da linha, há um mês, os especialistas haviam avisado o governo para modernizar a infraestrutura antes de colocar trens de alta velocidade em serviço.
Logo após o acidente, Binali Yıldırım, ministro dos Transportes e Infraestrutura, foi duramente criticado pelo público. Sua renúncia foi solicitada. No entanto, ele rejeitou as demandas e permaneceu em seu escritório.
Dez anos após o acidente, o tribunal considerou os dois engenheiros do trem culpados por negligência que causava a morte. No entanto, como o julgamento terminou após sete anos e meio após a data do acidente, de acordo com a lei turca, as sentenças não puderam ser executadas.